# بل پسکه
بل پسکه (انگلیسی: Bel Pesce؛ زادهٔ ۲۰ فوریهٔ ۱۹۸۸) نویسنده، و کارآفرین اهل برزیل است.
وی همچنین برندهٔ جوایزی همچون ۱۰۰ زن بی‌بی‌سی شده‌است.